# Popillia manni
Popillia manni är en skalbaggsart som beskrevs av Ohaus 1913. Popillia manni ingår i släktet Popillia och familjen Rutelidae. Inga underarter finns listade i Catalogue of Life.